# Аметов Джевдет Рамазанович
Джевде́т Рамаза́нович Аме́тов (* 14 квітня 1917 Лімена в Криму — † 20 січня 1995, Сімферополь) — кримськотатарський поет і письменник. Член союзу письменників СРСР, спілки письменників України — 1993.

## Життєпис
Закінчив факультет кримськотатарської мови та літератури Кримського педагогічного інституту.
Учасник Другої світової війни, воював 4 роки, однак це не завадило радянській владі його депортувати — жив в Андижані. Займався просвітницькою діяльністю, писав оповідання та повісті. За виступи із засудженням виселення кримських татар отримав 10 років тюрми; звільнений після смерті Сталіна.
З 1968 року працює в Державному комітеті Узбецької РСР по телебаченню та радіомовленню редактором передач кримськотатарською мовою. В тому часі разом з Аблязізом Велієвим, Різою Фазилом, Шерфедіновим підтримував Февзі Алієв, який згодом став заслуженим артистом Кримської АР.
Його перу належать кілька поетичних та прозових збірників, літературознавчих досліджень. На вірші його кримськотатарськими музикантами написані пісні — Ф. Алієв, М. Арсланов, І. Бахшиш, К. Сеітвелієв.
2007 року в Сіферополі відбулася книжна виставка, присвячена його 90-літтю.
Серед його збірників:
- «Атеш башында» («Біля вогню»), 1972,
- «Топлар сускъан сонъ» («Коли замовкли міни»), 1976,
- «Эрылгъанлар ачкъанда» («Коли цвіте бузок»), 1980,
- «Аблул Тейфик» 1983,
- «Къуршуннен токътатылгъан йыр» («Пісня, обрвана кулею»), 1987,
- «Унутылмайджакъ баарь» («Незабутня весна»).

## Джерело
- Джевдет Аметов [Архівовано 8 серпня 2014 у Wayback Machine.](рос.)
- В Сімферополі відкрилася виставка, присвячена 90-річчю Джевдета Аметова(рос.)
- Кібрайському дитячому хору — 40 років!(рос.)